# Frequency (televisieserie)
Frequency is een Amerikaans mystery drama televisieserie die van oktober 2016 tot januari 2017 uitgezonden werd op The CW. De serie is gebaseerd op de gelijknamige film uit 2000, er werd één seizoen van dertien afleveringen geproduceerd.

## Verhaal
In 2016 ontdekt rechercheur Raimy Sullivan van de New Yorkse politie dat ze via zijn oude amateurradio met haar in 1996 overleden vader Frank Sullivan kan praten. Haar pogingen om zijn leven te redden veroorzaken het "vlindereffect", waardoor het heden op onvoorziene wijze verandert. Om de schade te herstellen, moet ze met haar vader door de tijd heen samenwerken om een decennialange moordzaak op te lossen.

## Rolverdeling

### Hoofdrollen
- Peyton List – rechercheur Raimy Elizabeth Sullivan
  - Ada Breker – Raimy als kind
- Riley Smith – Francis Joseph "Frank" Sullivan, Raimy's vader die in 1996 omkwam tijdens een undercoveroperatie
- Devin Kelley – Julie Elizabeth Sullivan, Raimy's moeder en weduwe van Frank
- Mekhi Phifer – rechercheur (1996)/luitenant (2016) Satch Reyna, Franks voormalige partner en huidige overste van Raimy
- Anthony Ruivivar – kapitein Stan Moreno, de commandant van het 21e district en destijds verantwoordelijk voor de undercoveroperatie
- Lenny Jacobson – Gordo, Raimy's jeugdvriend
- Daniel Bonjour – Daniel Lawrence, Raimy's verloofde in 2016

### Bijrollen
- Sandy Robson – Mike Rainey
- Brad Kelly – "Little Jay" Garza
- Alexandra Metz – Maya Gowan
- Michael Charles Roman – Thomas Goff
- David Lipper – Robbie Womack
- Melinda Page Hamilton –  Marilyn Goff
- Britt McKillip – young Meghan
- Kenneth Mitchell – Deacon Joe Hurley
- Rob Mayes – rechercheur Kyle Moseby

## Afleveringen
1. Pilot
2. Signal and Noise
3. The Near Far Problem
4. Bleed Over
5. Seven Three
6. Deviation
7. Break, Break, Break
8. Interference
9. Gray Line
10. The Edison Effect
11. Negative Copy
12. Harmonic
13. Signal Loss

## Release en ontvangst
De serie ging van start op 5 oktober 2016 en liep tot en met 25 januari 2017. Op 8 mei 2017 werd beslist dat er geen tweede seizoen kwam, vijf dagen later werd een epiloog uitgebracht die het verhaal netjes afsloot.
De serie behaalde een score van 77% (26 recensies) op Rotten Tomatoes. Op Metacritic kreeg de serie een score van 64 op 100 (21 recensies), wat duidt op "over het algemeen gunstige recensies".